# Волпедо
Волпедо (итал. Volpedo) је насеље у Италији у округу Алесандрија, региону Пијемонт.
Према процени из 2011. у насељу је живело 1027 становника. Насеље се налази на надморској висини од 187 м.

## Становништво
| 1931. | 1936. | 1951. | 1961. | 1971. | 1981. | 1991. | 2001. | 2011. |
| ----- | ----- | ----- | ----- | ----- | ----- | ----- | ----- | ----- |
| 1.638 | 1.600 | 1.632 | 1.533 | 1.356 | 1.319 | 1.214 | 1.191 | 1.212 |